# Diether Hummel
Diether Hermann Hummel (* 5. April 1908 in Hochheim am Main; † 18. September 1989 ebenda) war ein Sektproduzent, Verbandspräsident und Fastnachter.

## Leben
Er legte sein Abitur am evangelischen Pädagogium Godesberg ab. Seine weitere Ausbildung erhielt er an der Bayerischen Landesanstalt für Weinbau und Gartenbau in Veitshöchheim. 1927 erfolgte sein Eintritt in die Hochheimer Sektkellerei Burgeff & Co. Von 1951 bis 23. Mai 1989 war Hummel Präsident des Verbands Deutscher Sektkellereien. In dieser Funktion folgte er seinem Großvater Hermann Joseph Hummel (1892–1921) und Vater (1921–32). Im Jahr 1964 wurde er Vizepräsident, 1967–85 Präsident und danach Ehrenpräsident der IHK Wiesbaden. Hummel verdiente sich entscheidend um den Wiederaufbau der deutschen Sektindustrie nach 1945 und ihren Aufstieg ab 1952.

## Fastnachter
Diether Hummel war eine von allen Mainzer Vereinen und fastnachtlichen Korporationen anerkannte Leitfigur der Mainzer Fastnacht. Von 1928 an war er über 60 Jahre Präsident der Mainzer Prinzengarde, Generalfeldmarschall und Oberstadtmarschall der Stadt Mainz. Sein Adjutant war lange Zeit Jockel Fuchs. Er prägte, wie andere Sekthersteller auch, in erheblichem Maß die Entwicklung des gesellschaftlichen Lebens in Mainz.

## Ehrungen
1982 lobte die Industrie- und Handelskammer einen „Diether-Hummel-Preis“ für besondere Leistungen auf dem Gebiet der Aus- und Weiterbildung aus, um Hummels Engagement für die Nachwuchsförderung zu würdigen. Im März 1968 wurde er Honorarkonsul des Fürstentums Monaco. In seiner Heimatstadt Hochheim wurde er zum Ehrenbürger ernannt, der Platz angrenzend an die alten Gebäude und Keller der Burgeff-Sektkellerei erhielt den Namen „Geheimrat-Hummel-Platz“. Hummel erhielt außerdem den Ehrenring der Stadt Mainz sowie die Goldene Ehrenplakette der Stadt Wiesbaden. Am 20. Juni 1969 wurde ihm das Große Verdienstkreuz des Verdienstordens der Bundesrepublik Deutschland verliehen.